# Bovolone
Bovolone är en ort och kommun i provinsen Verona i regionen Veneto i Italien. Kommunen hade 16 058 invånare (2018).